# 福建省历史文化名村
福建省已公布六批福建省历史文化名村，全省共有138处被列入。
- 第一批：1999年公布，共5处
- 第二批：2003年1月8日公布，共11处
- 第三批：2008年公布，共18处
- 第四批：2012年日公布，共13处[1]
- 第五批：2016年公布，共62处[2]
- 第六批：2019年公布，共29处[3]

## 分市名单

### 福州市

#### 仓山区
- 城门镇林浦村（3，已升格为第七批中国历史文化名村）
- 盖山镇阳岐村（3）

#### 马尾区
- 亭江镇闽安村（3，已升格为第五批中国历史文化名村）

#### 长乐区
- 江田镇三溪村（1）
- 航城街道琴江村（1，已升格为第五批中国历史文化名村）
- 潭头镇二刘村（5）

#### 连江县
- 筱埕镇定海村（1）

#### 永泰县
- 洑口乡紫山村（5，已升格为第七批中国历史文化名村）
- 洑口乡山寨村（5，已升格为第七批中国历史文化名村）
- 岭路乡长坑村（5）
- 梧桐镇椿阳村（5）
- 赤锡乡东坑村（5）

#### 福清市
- 龙田镇山利村（5）
- 一都镇东山村（5）

### 宁德市

#### 福安市
- 溪潭镇廉村（1，已升格为第四批中国历史文化名村）
- 社口镇坦洋村（3，已升格为第七批中国历史文化名村）
- 溪柄镇楼下村（3，已升格为第七批中国历史文化名村）
- 晓阳镇晓阳村（4，已升格为第七批中国历史文化名村）
- 上白石镇佳浆村（5）
- 赛岐镇泰康村（5）
- 潭头镇棠溪村（5）

#### 福鼎市
- 管阳镇西昆村（3，已升格为第七批中国历史文化名村）
- 磻溪镇仙蒲村（4，已升格为第六批中国历史文化名村）
- 店下镇巽城村（4）

#### 屏南县
- 甘棠乡漈下村（3，已升格为第四批中国历史文化名村）
- 棠口乡漈头村（3，已升格为第四批中国历史文化名村）
- 棠口镇棠口村（4）

#### 周宁县
- 浦源镇浦源村（3，已升格为第六批中国历史文化名村）
- 咸村镇川中村（5）
- 咸村镇王宿村（5）

#### 霞浦县
- 溪南镇半月里村（3，已升格为第六批中国历史文化名村）

#### 蕉城区
- 霍童镇石桥村（5）
- 虎贝乡黄家村（5）

#### 寿宁县
- 下党乡下党村（5，已升格为第七批中国历史文化名村）
- 犀溪镇西浦村（5）

#### 古田县
- 城东街道桃溪村（5，已升格为第七批中国历史文化名村）
- 杉洋镇岭里村（5）
- 吉巷乡长洋村（5，已升格为第七批中国历史文化名村）
- 杉洋镇白溪村（5）
- 卓洋乡前洋村（5，已升格为第七批中国历史文化名村）
- 黄田镇凤亭村（5）

#### 柘荣县
- 黄柏乡上黄柏村（5）

### 南平市

#### 浦城县
- 水北街镇观前村（1）

#### 延平区
- 南山镇大坝—凤池村（2）
- 樟湖镇剧头村（5）

#### 武夷山市
- 武夷街道下梅村（2，已升格为第二批中国历史文化名村）
- 兴田镇城村（2，已升格为第三批中国历史文化名村）

#### 光泽县
- 崇仁乡崇仁村（2）

#### 建阳区
- 崇雒乡后畲村（5）

#### 邵武市
- 金坑乡金坑村（5，已升格为第七批中国历史文化名村）

#### 建瓯市
- 东游镇党城村（5）
- 东峰镇裴桥村（5）

#### 顺昌县
大干镇土垄村（5）

#### 政和县
- 岭腰乡锦屏村（5，已升格为第七批中国历史文化名村）
- 杨源乡坂头村（5）

### 漳州市

#### 南靖县
- 书洋镇塔下村（2，已升格为第七批中国历史文化名村）
- 书洋镇石桥村（2，已升格为第七批中国历史文化名村）
- 书洋镇河坑村（3，已升格为第七批中国历史文化名村）
- 奎洋镇上洋村（5）

#### 龙文区
- 蓝田镇湘桥村（3）

#### 龙海市
- 东园镇埭尾村（4，已升格为第六批中国历史文化名村）
- 港尾镇城内社（5）

#### 诏安县
- 西潭乡山河村（4）
- 桥东镇西沈—西浒村（5）
- 金星乡湖内村（5）

#### 华安县
- 马坑乡和春村（4）

#### 漳浦县
- 佛昙镇轧内村（5）

#### 平和县
- 秀峰乡福塘村（5）

#### 长泰县
- 岩溪镇珪后村（5）
- 枋洋镇林溪村（5）

#### 云霄县
- 火田镇西林村（5）
- 火田镇菜埔村（5）
- 莆美镇阳下村（5）

### 泉州市

#### 泉港区
- 后龙镇土坑村（2，已升格为第六批中国历史文化名村）
- 涂岭镇樟脚村（5，已升格为第七批中国历史文化名村）

#### 南安市
- 官桥镇漳州寮村（5）

#### 晋江市
- 龙湖镇福林村（5，已升格为第七批中国历史文化名村）

#### 永春县
- 五里街镇西安村（5，已升格为第七批中国历史文化名村）

#### 德化县
- 龙门滩镇霞山村（5）

### 莆田市

#### 涵江区
- 白塘镇洋尾村（2）

#### 北岸管委会
- 山亭乡港里村（3）

#### 仙游县
- 石苍乡济川村（3，已升格为第六批中国历史文化名村）
- 盖尾镇前连村（4）

### 三明市

#### 尤溪县
- 洋中镇桂峰村（2，已升格为第三批中国历史文化名村）
- 台溪乡书京村（5）

#### 三元区
- 岩前镇忠山村（3，已升格为第六批中国历史文化名村）

#### 建宁县
- 溪源乡上坪村（3）

#### 宁化县
- 曹坊乡下曹村（4，已升格为第七批中国历史文化名村）

#### 将乐县
- 万全乡良地村（4，已升格为第七批中国历史文化名村）

#### 大田县
- 济阳乡济阳村（4）
- 桃源镇东坂村（5，已升格为第六批中国历史文化名村）
- 华兴乡杞溪村（5）
- 屏山乡许坑村（5）

#### 永安市
- 槐南镇洋头村（5）
- 西洋镇福庄村（5）

### 龙岩市

#### 连城县
- 宣和乡培田村（2，已升格为第二批中国历史文化名村）
- 庙前镇芷溪村（2，已升格为第五批中国历史文化名村）
- 莒溪镇璧洲村（4，已升格为第七批中国历史文化名村）

#### 新罗区
- 万安镇竹贯村（3，已升格为第六批中国历史文化名村）

#### 永定区
- 下洋镇初溪村（3，已升格为第七批中国历史文化名村）
- 抚市镇社前村（5，已升格为第七批中国历史文化名村）
- 金砂乡西田村（5）
- 洪山乡上山村（5，已升格为第七批中国历史文化名村）

#### 漳平市
- 南洋乡营仑村（5）

#### 长汀县
- 南山镇中复村（4，已升格为第六批中国历史文化名村）
- 古城镇丁黄村（5，已升格为第七批中国历史文化名村）
- 濯田镇水头村（5，已升格为第七批中国历史文化名村）
- 童坊镇彭坊村（5）
- 四都镇汤屋村（5，已升格为第七批中国历史文化名村）